# Poiana (Dâmbovița)
Poiana é uma comuna romena localizada no distrito de Dâmboviţa, na região de Muntênia. A comuna possui uma área de 27.06 km² e sua população era de 3750 habitantes segundo o censo de 2007.